# غيرترود كروتي دافنبورت
غيرترود كروتي دافنبورت (بالإنجليزية: Gertrude Crotty Davenport)‏ هي عالم حيوانات أمريكية، ولدت في 1866 في كولورادو في الولايات المتحدة، وتوفيت في 1946 في أبر ناياك في الولايات المتحدة.